# Euryarthron
Euryarthron es un género de coleópteros adéfagos de la familia Carabidae.

## Especies
Contiene las siguientes especies:
- Euryarthron babaulti (W. Horn, 1926)
- Euryarthron benningseni (W. Horn, 1897)
- Euryarthron bocandei (Guerin-Meneville, 1849)
- Euryarthron bouvieri (Babault, 1921)
- Euryarthron brevisexstriatum (W. Horn, 1922)
- Euryarthron cosmemosignatum (W. Horn, 1914)
- Euryarthron dromicarium (H. Kolbe, 1894)
- Euryarthron festivum (Dejean, 1831)
- Euryarthron gerstaeckeri (W. Horn, 1898)
- Euryarthron gibbosum (W. Horn, 1894)
- Euryarthron nageli Cassola, 1983
- Euryarthron oscari (W. Horn, 1904)
- Euryarthron planatoflavum (W. Horn, 1922)
- Euryarthron postremus Schule & Werner, 2008
- Euryarthron quadristriatum (W. Horn, 1897)
- Euryarthron reticostatum (W. Horn & Wellman, 1908)
- Euryarthron revoili (Fairmaire, 1882)
- Euryarthron saginatum (W. Horn, 1912)
- Euryarthron sodalis Schule & Werner, 2008)
- Euryarthron waageni (W. Horn, 1900)
- Euryarthron waltherhorni Cassola, 1983